# Kriegerdenkmal (Ostbevern)
Das Kriegerdenkmal für die Gefallenen des Ersten Weltkriegs in Ostbevern hat die Gestalt einer Georgsstatue. Durch die namentliche Aufzählung der Gefallenen hat das Kriegerdenkmal den Charakter eines Kenotaphs.

## Beschreibung
Die Skulptur hat eine Gesamthöhe von ca. 3,5 Metern. Auf einem konzentrischen Sockel von ca. 1,5 Metern Höhe steht eine Statue des heiligen Georg in Gestalt eines Ritters mit Harnisch und Umhang. Sein unbehelmtes Haupt schaut gerade nach vorn. Vor seiner Brust stößt er ein zweischneidiges Schwert beidhändig einem Lindwurm in den Rachen, der sich zu seinen Füßen ringelt.
Am Sockelrand sind vier allegorische Köpfe abgebildet. Die Sockelfront ist mit einem Eisernen Kreuz geziert, darunter steht die Inschrift: Ostbevern seinen tapferen Söhnen. Um den Sockel herum sind die Namen der Soldaten aus Ostbevern eingemeißelt, die im Ersten Weltkrieg gefallen waren bzw. vermisst wurden. Insgesamt sind 78 Kriegstote aufgeführt; nicht alle amtlich erfassten Gefallenen sind vertreten. Zwei sind 1923 als vermisst aufgeführt, deren Tod sich wohl nachträglich bestätigt hat. Ein Opfer oder Veteran aus dem Deutsch-Französischen Krieg ist ebenfalls erwähnt. Die Listen sind nicht streng alphabetisch geordnet; die Vermissten werden gesondert aufgeführt. Die Aufzählung beginnt mit „Fürs Vaterland starben:“ und endet mit dem Satz „Ruhet heil. Frieden“. Mit einer Ausnahme ist die Liste auf der Georgsstatue deckungsgleich mit der Liste der Gefallenen, wie sie auf einer Holztafel am Eingang der St.-Ambrosius-Pfarrkirche zu sehen ist, abgesehen von zwei wahrscheinlichen Schreibfehlern eines Nachnamens auf der Tafel.

## Bedeutung
Die Statue stellt einen allegorischen Schutzpatron des Soldaten dar, der zum Schwert greift, um das Böse zu bekämpfen. Es ist aber nicht eindeutig, welcher Patron gemeint ist. Es bieten sich hierfür vier Kandidaten an: der heilige Georg, der Erzengel Michael, der heilige Sergios und der heilige Mauritius. Bewusst oder unbewusst hat der Künstler auf ein eindeutiges Attribut verzichtet. Der heilige Georg wird zumeist auf einem Pferd dargestellt, für eine eindeutige Michaelsfigur würden die Engelsflügel fehlen, der heilige Sergios wird zumeist zusammen mit dem heiligen Bakchos dargestellt, und das Kennzeichen für den heiligen Mauritius ist der Mohrenkopf. In der Literatur hat man sich auf den heiligen Georg geeinigt; es gibt allerdings auch Stimmen in Ostbevern, die in der Statue den Erzengel Michael zu erkennen glauben.

### Die Kriegsopfer

Epitaph
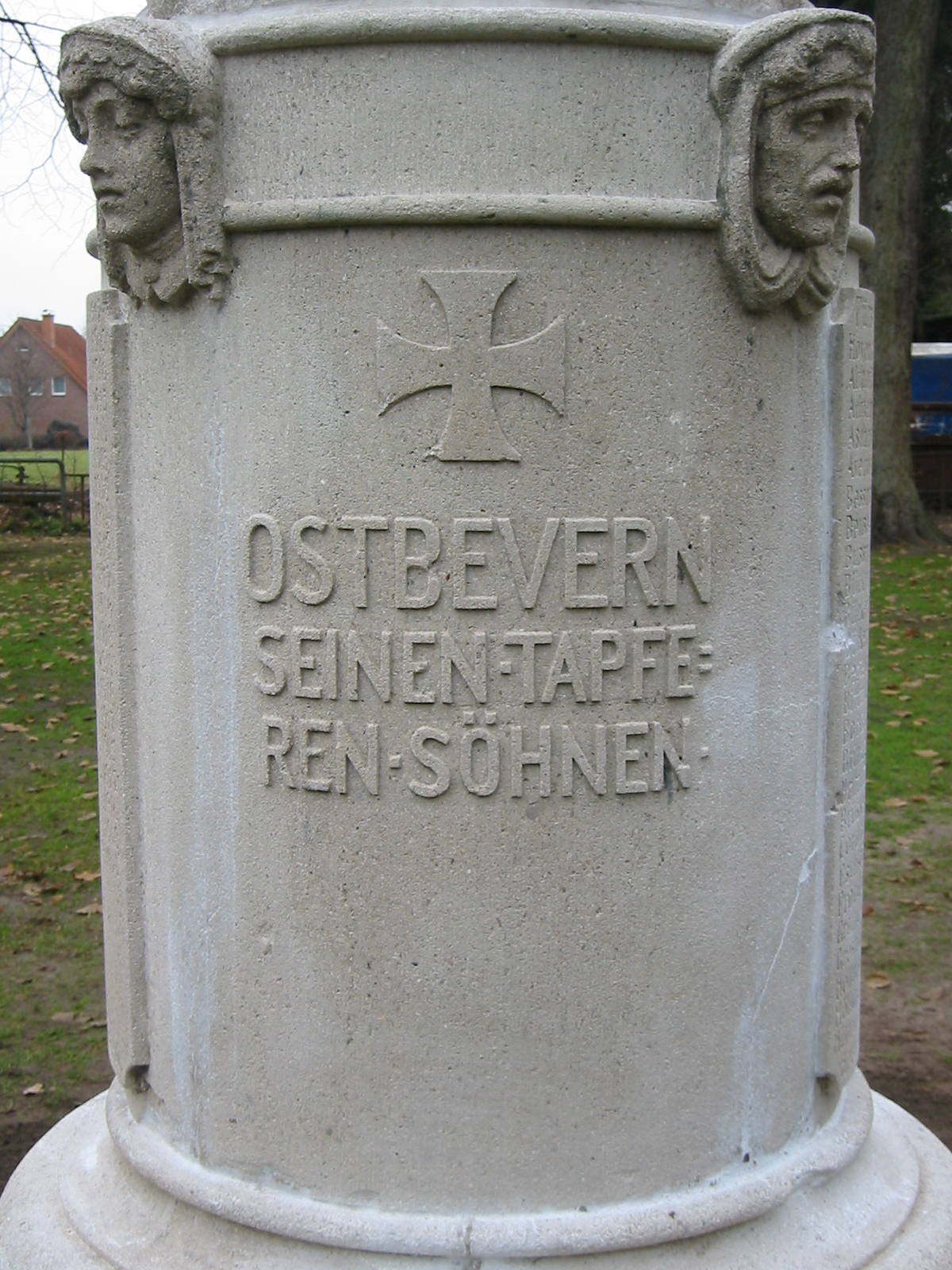
Frontseite
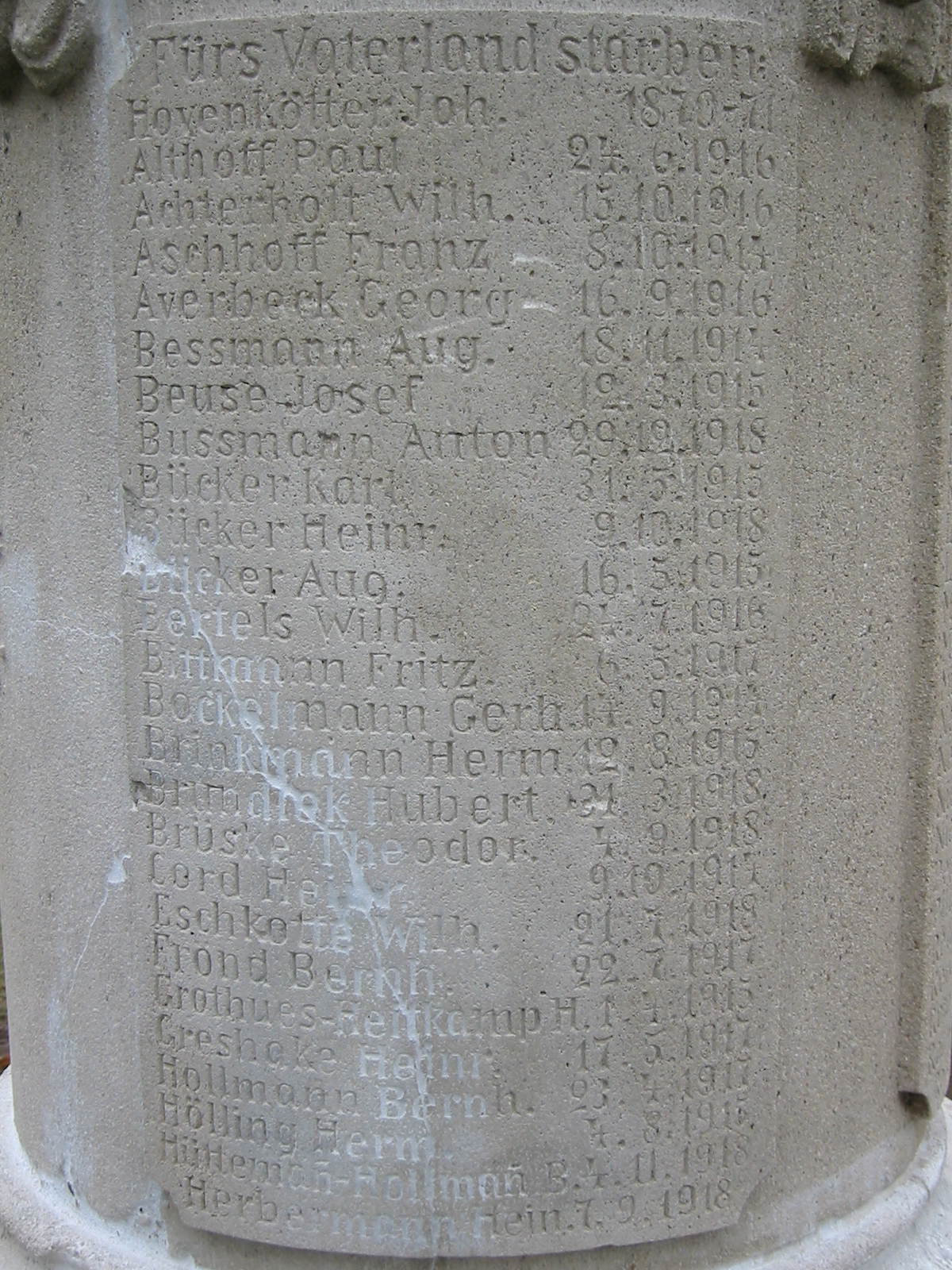
Anfang
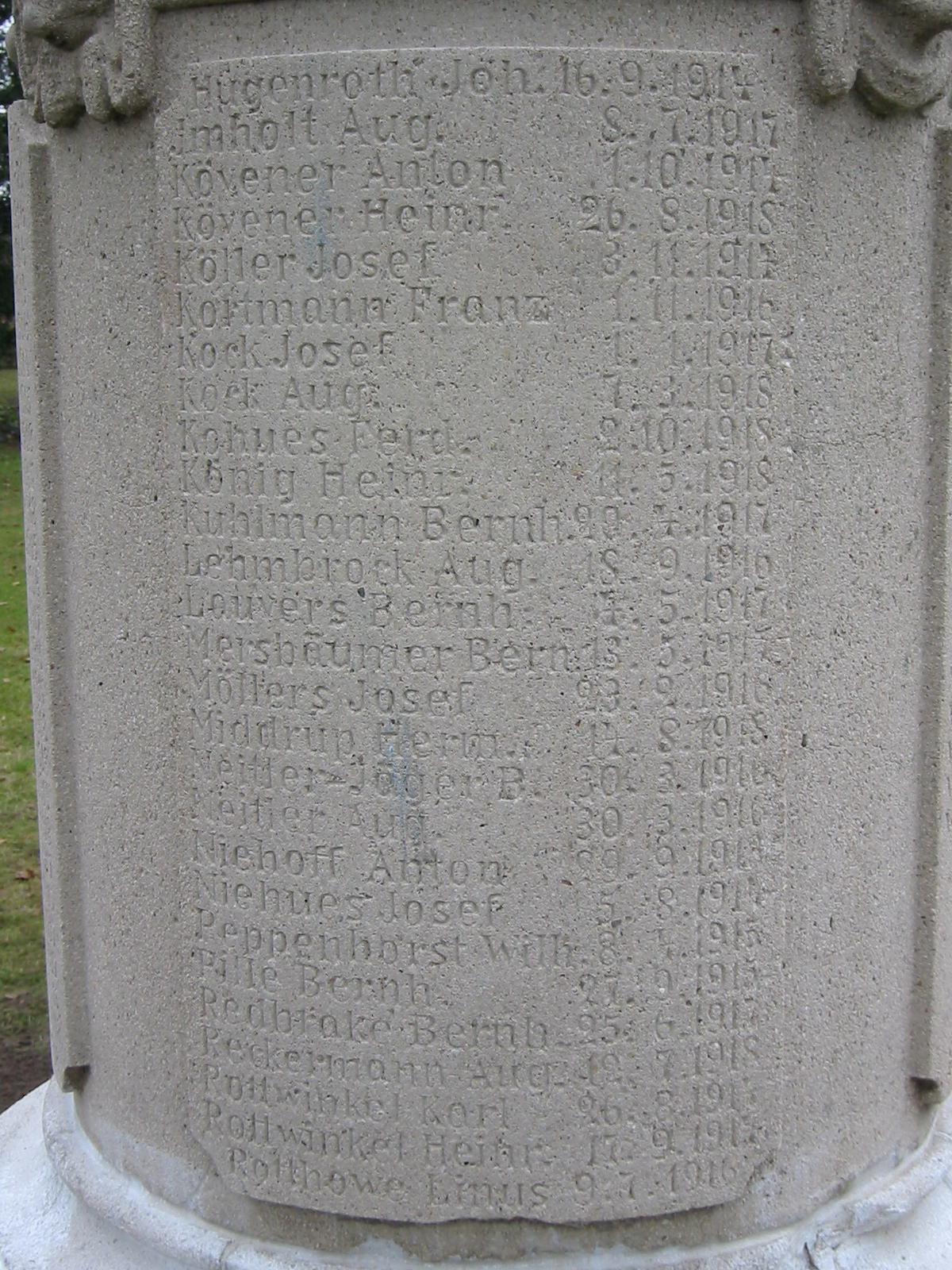
Mitte
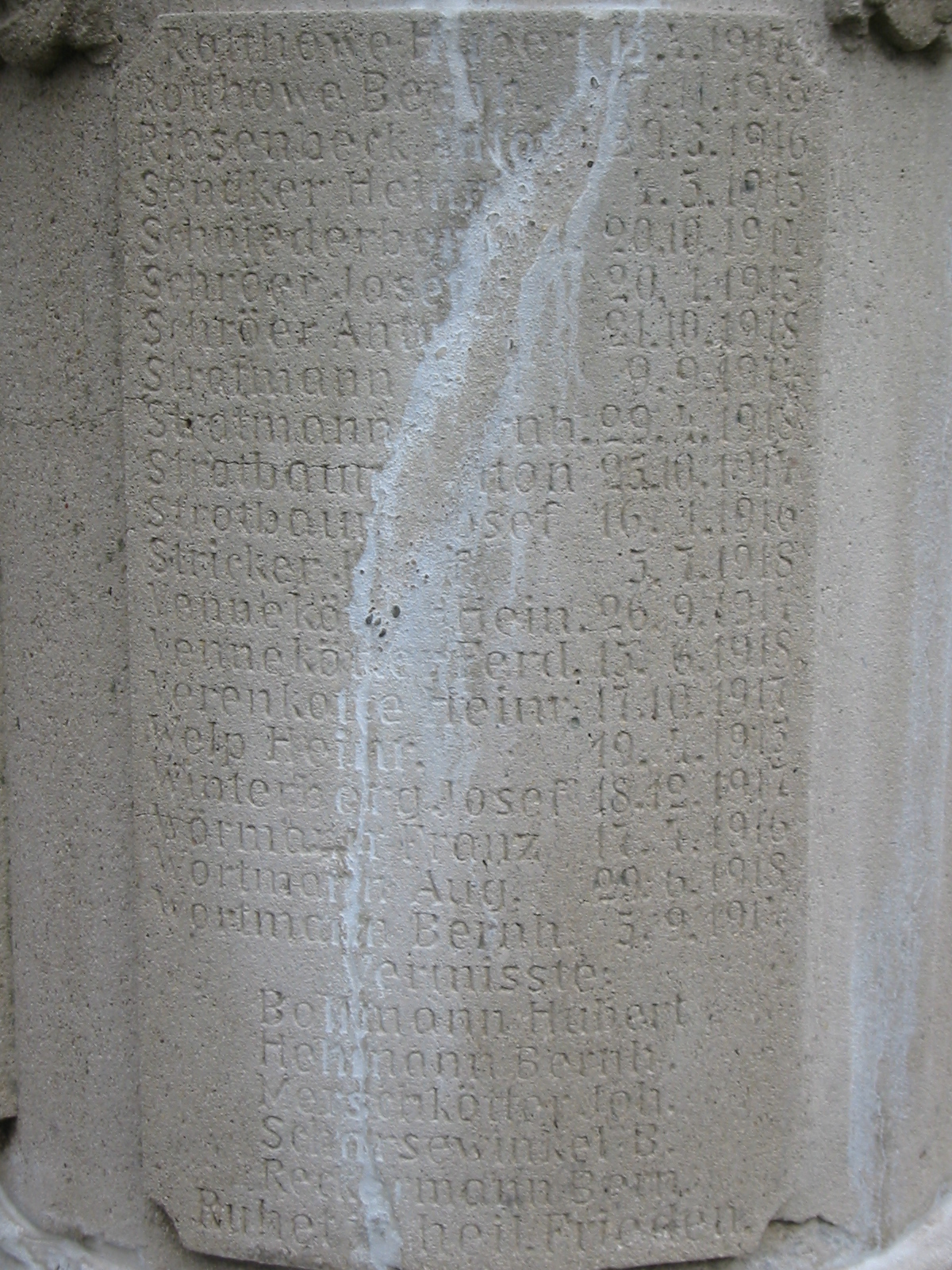
Ende

| Nachname          | Vorname   | geboren | gefallen   | vertreten |
| ----------------- | --------- | ------- | ---------- | --------- |
| Achterholt        | Wilhelm   | 1890    | 15.10.1916 |           |
| Althoff Schulze   | Paul      | 1880    | 24.6.1916  |           |
| Aschoff           | Franz     | ---     | 8.10.1914  |           |
| Averbeck          | Georg     | 1897    | 16.9.1916  |           |
| Bertels           | Wilhelm   | 1895    | 24.7.1916  |           |
| Bessmann          | August    | 1890    | 18.11.1914 |           |
| Beuse             | Josef     | 1893    | 12.3.1915  |           |
| Bittmann          | Fritz     | 1894    | 6.5.1917   |           |
| Bockelmann        | Gerhard   | 1885    | 14.9.1914  |           |
| Bollmann          | Hubert    | 1893    | vermisst   |           |
| Brinkmann         | Hermann   | 1894    | 12.8.1915  |           |
| Brundieck         | Hubert    | 1886    | 31.3.1918  |           |
| Brüske            | Theodor   | 1887    | 4.9.1918   |           |
| Bücker            | August    | 1889    | 16.5.1915  |           |
| Bücker            | Heinrich  | 1891    | 9.10.1918  |           |
| Bücker            | Karl      | 1889    | 31.5.1915  |           |
| Bussmann          | Anton     | 1899    | 29.12.1918 | [ 2 ]     |
| Cord              | Heinrich  | 1892    | 9.10.1914  |           |
| Eschkotte         | Wilhelm   | 1889    | 21.7.1918  |           |
| Frönd             | Bernard   | 1884    | 22.7.1917  |           |
| Greshake          | Heinrich  | 1871    | 17.5.1917  |           |
| Grothues-Heitkamp | Heinrich  | 1878    | 1.4.1915   |           |
| Heemann           | Bernard   | 1892    | vermisst   |           |
| Herbermann        | Heinrich  | 1889    | 7.9.1918   |           |
| Hollmann          | Bernhard  | 1880    | 23.4.1917  |           |
| Hölling           | Hermann   | 1890    | 4.8.1915   |           |
| Hovenkötter       | Johannes  | ---     | ---        | 1870–71   |
| Hugenroth         | Johannes  | 1880    | 16.9.1914  |           |
| Hütteman-Hollmann | Bernhard  | 1888    | 4.11.1918  |           |
| Imholt            | August    | ---     | 8.7.1917   |           |
| Kock              | August    | 1896    | 7.3.1918   |           |
| Kock              | Josef     | 1894    | 1.1.1917   |           |
| Köller            | Josef     | 1885    | 3.11.1914  |           |
| Kohues            | Ferdinand | 1899    | 2.10.1918  |           |
| König             | Heinrich  | 1891    | 11.5.1918  |           |
| Kortmann          | Franz     | 1896    | 1.11.1916  |           |
| Kövener           | Anton     | 1891    | 1.10.1914  |           |
| Kövener           | Heinrich  | 1899    | 26.8.1918  |           |
| Kuhlmann          | Bernhard  | 1895    | 20.4.1917  |           |

| Nachname         | Vorname   | geboren | gefallen   | vertreten |
| ---------------- | --------- | ------- | ---------- | --------- |
| Lauvers          | Bernhard  | 1894    | 4.5.1917   | [ 3 ]     |
| Lehmbrock        | August    | 1893    | 18.6.1916  |           |
| Mersbäumer       | Bernhard  | 1893    | 13.5.1917  |           |
| Merschkötter     | Johann    | 1896    | vermisst   |           |
| Middrup          | Hermann   | 1895    | 14.8.1918  |           |
| Möllers          | Josef     | 1894    | 23.2.1916  |           |
| Neiteler         | August    | 1890    | 30.3.1916  |           |
| Neiteler-Jürgens | Bernhard  | 1882    | 30.3.1916  |           |
| Niehoff          | Anton     | 1893    | 29.9.1918  |           |
| Niehues          | Josef     | 1891    | 5.8.1914   | [ 4 ]     |
| Peppenhorst      | Wilhelm   | 1892    | 8.4.1915   |           |
| Pille            | Bernhard  | 1893    | 27.9.1915  |           |
| Reckermann       | August    | 1894    | 12.7.1918  |           |
| Reckermann       | Bernhard  | 1898    | 1918       | vermisst  |
| Redbrake         | Bernhard  | 1897    | 25.6.1917  |           |
| Riesenbeck       | Anton     | 1894    | 29.3.1616  |           |
| Rotthove         | Bernhard  | 1888    | 7.11.1915  |           |
| Rotthove         | Hubert    | 1896    | 13.4.1917  |           |
| Rotthove         | Linus     | 1893    | 9.7.1916   |           |
| Rottwinkel       | Heinrich  | 1891    | 17.9.1914  |           |
| Rottwinkel       | Karl      | 1891    | 26.8.1914  |           |
| Scharsewinkel    | Bernhard  | 1892    | 1915       | vermisst  |
| Schniederbernd   | Josef     | 1891    | 20.10.1914 |           |
| Schroer          | Anton     | 1899    | 21.10.1918 |           |
| Schroer          | Josef     | 1888    | 20.1.1915  |           |
| Sendker          | Heinrich  | 1894    | 4.5.1915   | [ 5 ]     |
| Stratmann        | Bernhard  | 1895    | 29.4.1918  |           |
| Stratmann        | Karl      | 1892    | 9.9.1914   |           |
| Stricker         | Josef     | 1888    | 5.7.1918   |           |
| Strotbaum        | Anton     | 1891    | 25.10.1914 |           |
| Strotbaum        | Josef     | 1895    | 16.1.1916  |           |
| Vennekötter      | Ferdinand | 1894    | 15.6.1918  |           |
| Vennekötter      | Heinrich  | 1895    | 17.10.1917 |           |
| Verenkotte       | Heinrich  | 1888    | 17.10.1917 |           |
| Welp             | Heinrich  | 1894    | 19.4.1915  |           |
| Winterberg       | Josef     | 1891    | 18.12.1917 |           |
| Wörmann          | Franz     | 1886    | 17.4.1916  |           |
| Wortmann         | August    | 1898    | 29.6.1918  |           |
| Wortmann         | Bernhard  | 1893    | 5.9.1914   |           |

- Epitaph
- Frontseite
- Anfang
- Mitte
- Ende

## Geschichte
Kurz nach dem Waffenstillstand, am 28. November 1918, stellte Freiherr von Beverförde-Werries als Vorsitzender des Kriegervereins eine Spende von 2000 Mark für ein Kriegerdenkmal in Aussicht, was eine Spendensammlung im Kriegerverein zur Folge hatte. Wegen der Nachkriegsinflation ging man sogar dazu über, Spenden in Form von Naturalien anzunehmen, um damit die Firma Stuchtey aus Münster, zu bezahlen. Dieser Familienbetrieb wurde von Bernhard Stuchtey (* 25. Januar 1862 in Beckum; † 1. Dezember 1918 in Münster) auf der Hammer Straße 86 in Münster gegründet. Nach seinem Ableben führte das Geschäft seine Witwe weiter. Künstlerisch waren seine beiden Söhne tätig: Heinrich Stuchtey (* 13. November 1891; † 18. Januar 1944) und Wilhelm Stuchtey (Geburts- und Todesdatum unbekannt aber im Zweiten Weltkrieg verstorben). Daher ist nicht eindeutig geklärt, wer der Künstler war, der das Denkmal geschaffen hat. Schließlich konnten die ca. 100 Mitglieder des Kriegervereins im Juni 1923 unter großer Anteilnahme der Bevölkerung das Denkmal feierlich der Öffentlichkeit übergeben.

„Von allen Kriegerdenkmalen in der Umgebung war das in Ostbevern einfach das schönste! Es drückte weder martialischen Pathos, noch sentimentale Gefühlsduselei, noch einen schwülstigen Patriotismus und schon gar keinen verklärten Heroismus aus. Es war die schlichte allegorische Darstellung des Heiligen Georg, der geharnischt, mit einem Umhang und freien Kopf, den Lindwurm, das Symbol des Bösen und Niederen, erschlägt. Dabei nimmt der Heilige eher die Haltung eines Betenden, denn die eines Kämpfenden ein. Das Schwert, was er dem Untier in den Rachen stößt, hat eher die Form des Kreuzes, und erinnert hier kaum an eine Waffe.“

### Die Statue als Teil des Kriegsmahnmals
Das Kriegerdenkmal ist das Eigentum der politischen Gemeinde, stand aber auf dem Boden der Kirchengemeinde, was dazu führte, dass bei Entscheidungen immer ein Konsens zwischen den Parteien hergestellt werden musste. 1976 beschloss der Gemeinderat, den wiederholten Forderungen des Kriegervereins nachzukommen und Kriegsgräberstätte Ostbevern eine Gedenkstätte zu geben.
Der alte Friedhof war von 1815 bis ca. 1930 für Bestattungen genutzt worden und wurde der Gemeindeverwaltung durch einen Pachtvertrag vom 21. Oktober 1975 von der Pfarrgemeinde übergeben. Nach der Auflassung als Friedhof wurden die Gräberfelder eingeebnet. Bei den Gesprächen über die künftige Gestaltung befand die Kirchengemeinde, dass „das Kriegerdenkmal nicht mehr der Zeit entsprechend wäre, da die Statue des St. Georg mit dem Schwert und der Tötung des Drachen Herrschaft und Sklaverei“ darstelle. Die Vertreter des Gemeinderats sahen den Standort als für den Verkehr ungünstig an. Die Vertreter des Kriegervereins wiesen auf den Widerspruch hin, dass man nicht einerseits St. Georg als Provokation und öffentliches Ärgernis darstellen und ihn dann anderseits in das geplante Mahnmal für die Gefallenen beider Weltkriege einbeziehen könne.
Der Kunsterzieher am örtlichen Gymnasium Schloss Loburg, Theo Schäfer, wurde mit der Gestaltung beauftragt. Zentrales Gestaltungselement war eine Mauer, die den Platz in zwei Partien teilte und im Volksmund bald „Klagemauer“ genannt wurde. Auf der nördlichen Seite war neben figürlichen Darstellungen von Theo Schäfer („Drei trauernde Frauen“) ein steinerner Kreuzweg von 1873 eingefügt, der bislang auf dem alten Friedhof gestanden hatte. Auf eine Restaurierung dieser im Nazarenerstil gehaltenen Bildwerke wurde bewusst verzichtet. Die von Menschenhand beschädigten Figuren sollten einen bleibenden Hinweis auf die im Menschen angelegten zerstörerischen Kräfte geben, die immer wieder auch das Unheil des Krieges heraufbeschwörten. Die Statue des Heiligen Georg ließ man in eine nach Osten abschließende Betonwand ein.
Viele dieser Arbeiten haben sich nachfolgend als handwerklich ungünstig herausgestellt. Die Kreuzwegbilder erhielten einen Schutzanstrich, der den weichen Muschelkalk angriff. Als im Jahre 1982 Denkmalpfleger des Landschaftsverbandes Westfalen-Lippe die Anlage begutachteten, hielten sie „die verständnislose irreparable Wiederverwendung“ der einzementierten Reliefs und der Georgsstatue für „äußerst bedauerlich, sowohl aus kunsthistorischen als auch am restauratorischen Gesichtspunkten“. Als in einer Ausschusssitzung dem Bürgermeister die Einzementierung der Georgsstatue vorgehalten wurde, vertrat er die Ansicht, dass die allein stehende Figur von ihrer Aussage her nicht mehr in die Zeit passe und daher in ein Mahnmal zu integrieren sei.

### Wiederherrichtung
Neben der Verwitterung als Folge der unzweckmäßigen Erhaltungsmaßnahmen machte vor allem Vandalismus den Reliefs und der Statue zu schaffen. Im April 2000 beschlossen Vertreter des Pfarrgemeinderats, des Gemeinderats und des Bistums Münster, darunter Domkustos Udo Grote, die Reliefs aus der Mauer auszubauen und zu restaurieren. Auf Initiative des Volksbundes Deutsche Kriegsgräberfürsorge bildete sich Mitte 2000 ein Arbeitskreis, bestehend aus den Vertretern des Volksbundes, des Pfarrgemeinderats sowie des Gemeinderats.
Dass in Ostbevern ein Wille zur Restaurierung bestand, zeigt die Tatsache, dass dem Antrag, die Umgestaltung des alten Friedhofs aufgrund des angespannten Budgets zu streichen, einstimmig widersprochen wurde. Die „Klagemauer“ wurde im Januar 2003 abgerissen. Der Arbeitskreis unter Mitwirkung des Bischöflichen Generalvikariats Münster und der Reservistenkameradschaft erbrachte dann die entscheidenden Impulse zur Wiedererrichtung.
Theo Schäfer hatte die Statue in seine Obhut genommen, bis die Standortfrage entschieden war. Die Fragmente des Sockels wurden aufgefunden und der Sohn Theo Schäfers mit der Wiedererrichtung am neuen Standort beauftragt. Der alte Friedhof wurde zu einem Gedenkpark „Alter Friedhof“ umgebildet. Dabei wurde auch die Anlage der Kriegsgräberstätte mit Grabplatten aus Bronze neu gestaltet.
Am Volkstrauertag 2003 konnte Landrat Wolfgang Kirsch die Statue erneut einweihen. Das jährliche Gedenken zum Volkstrauertag findet nach wie vor dort statt. Der Gedenkpark wird immer noch von Vandalismus heimgesucht.

Bilder
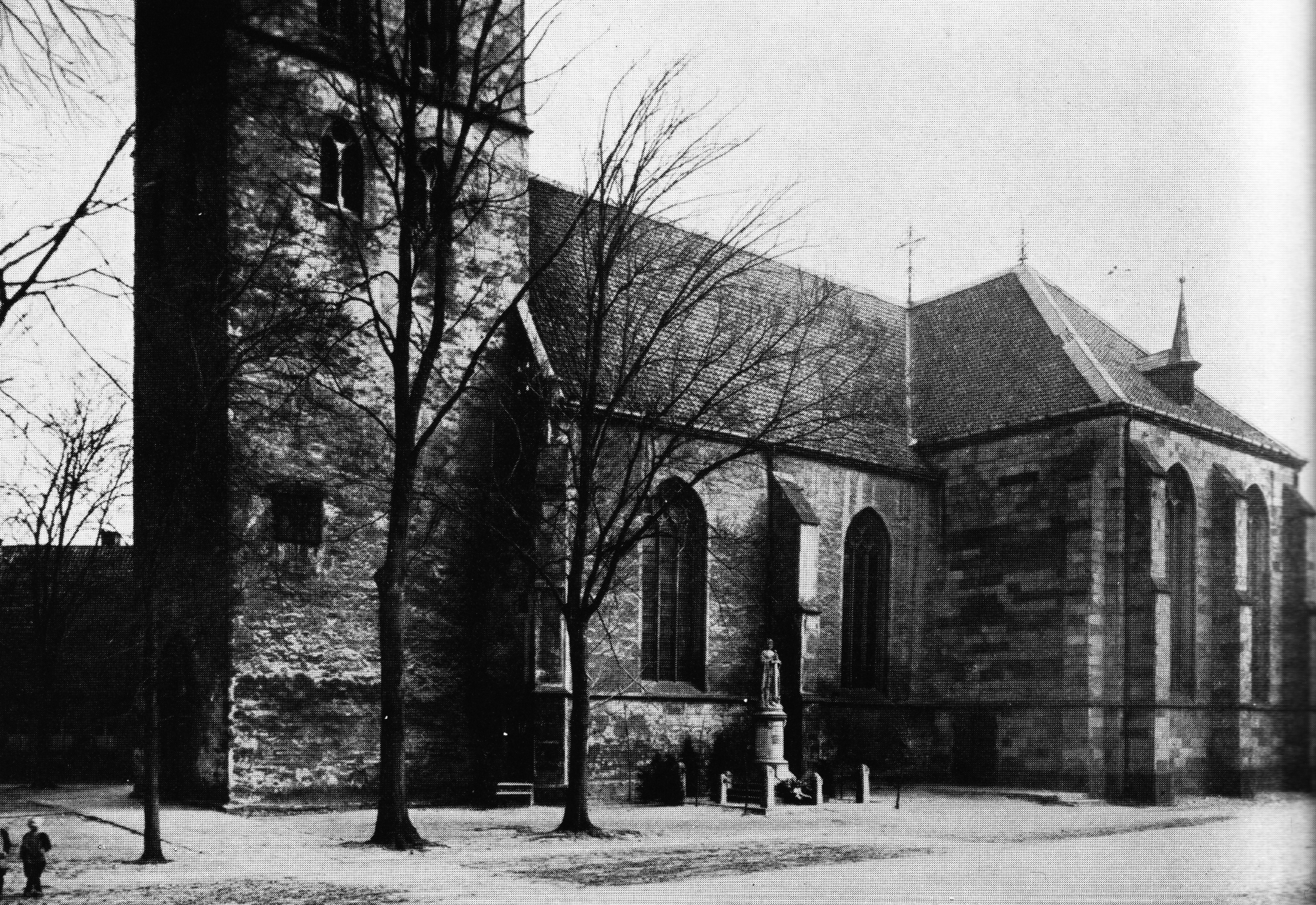
Kriegerdenkmal an der Pfarrkirche 1928
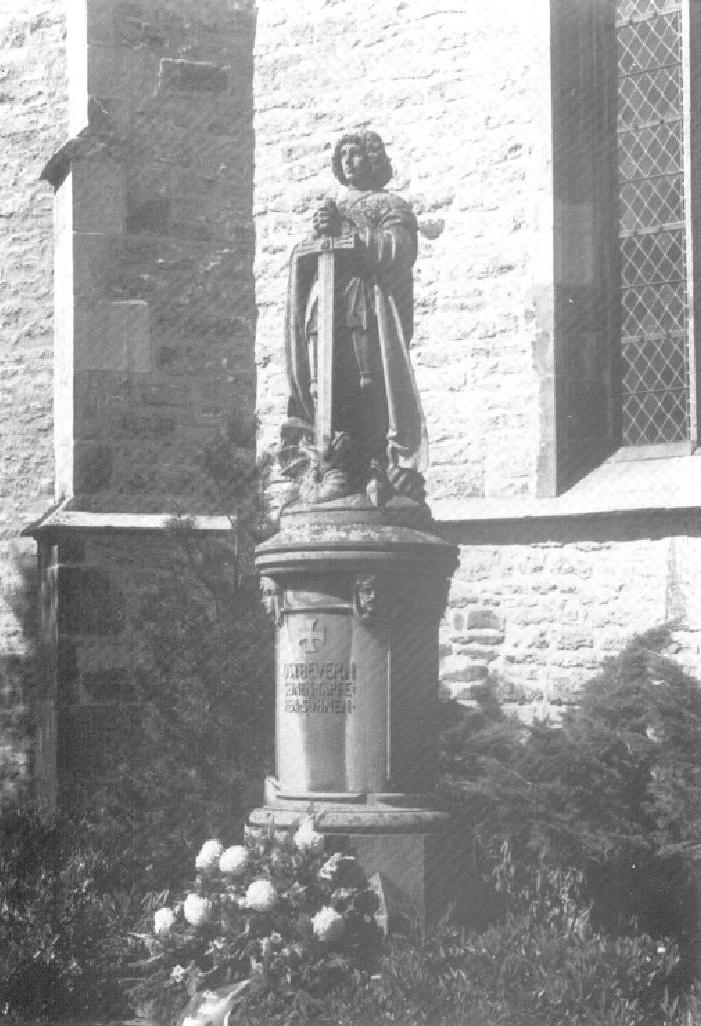
Die Georgsstatue am ursprünglichen Ort vor der Kirche (ca. 1971)
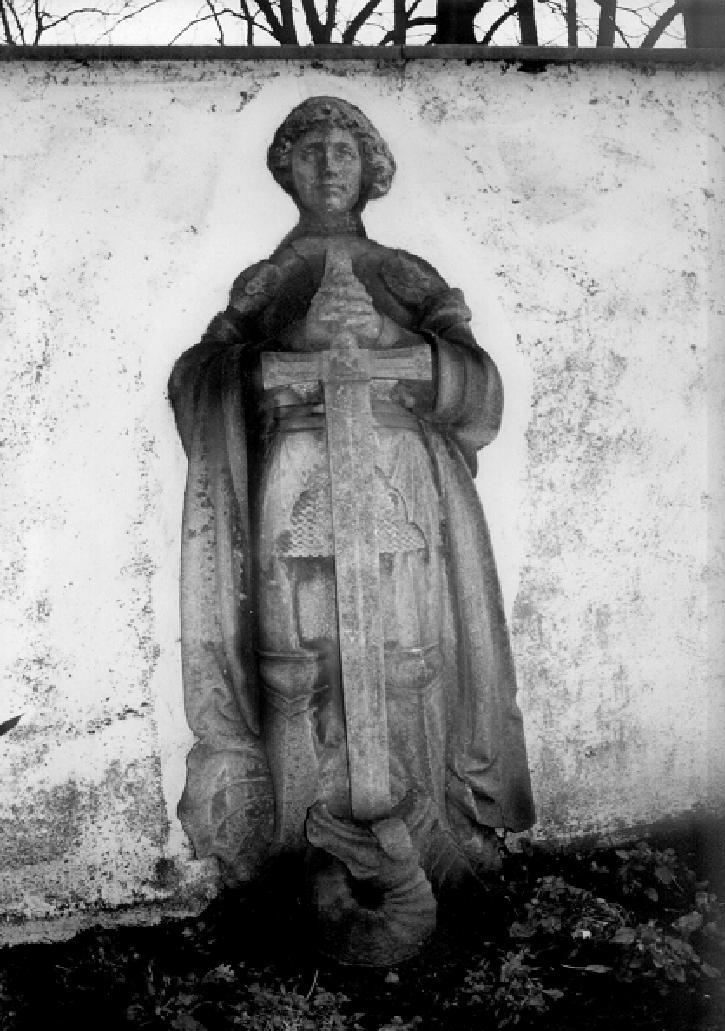
Die in die Betonwand eingelassene Statue (ca. 1992)
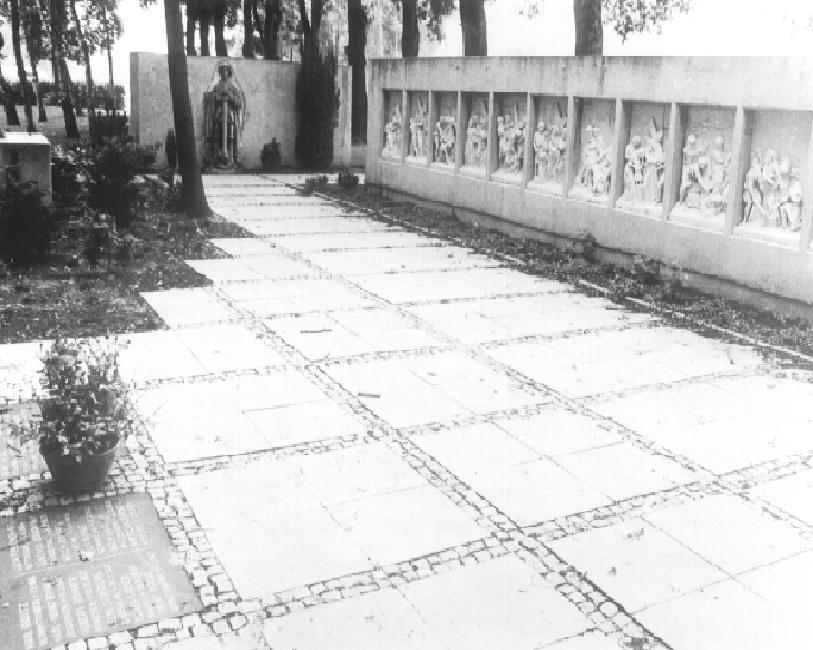
Heutige Situation in der Mahnmalanlage
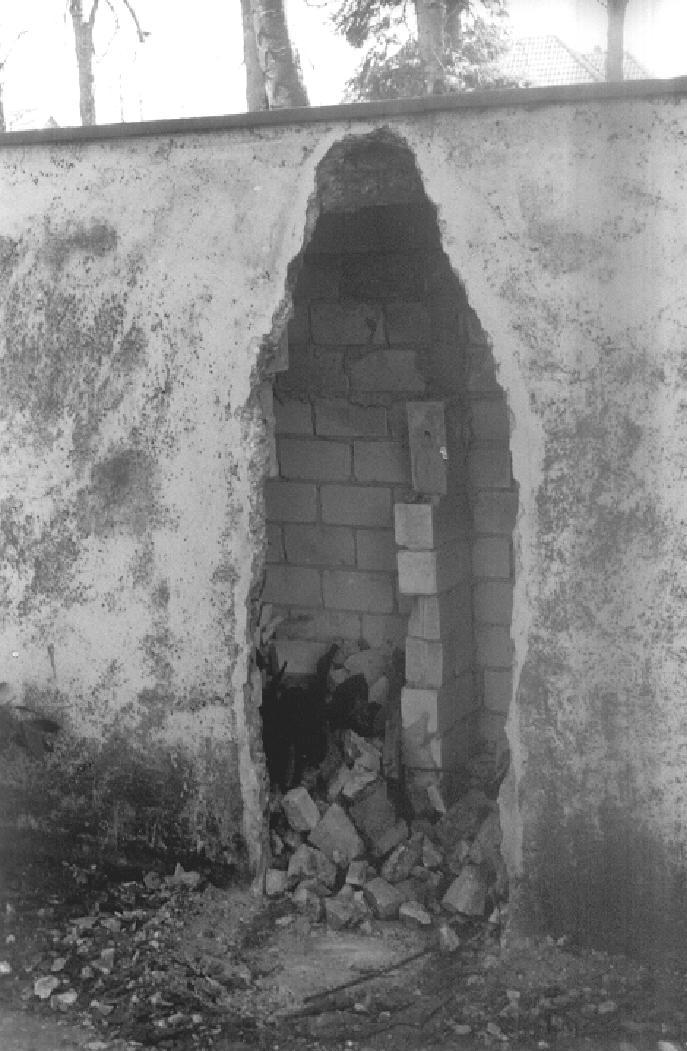
Zustand nach Entfernung der Statue 2003
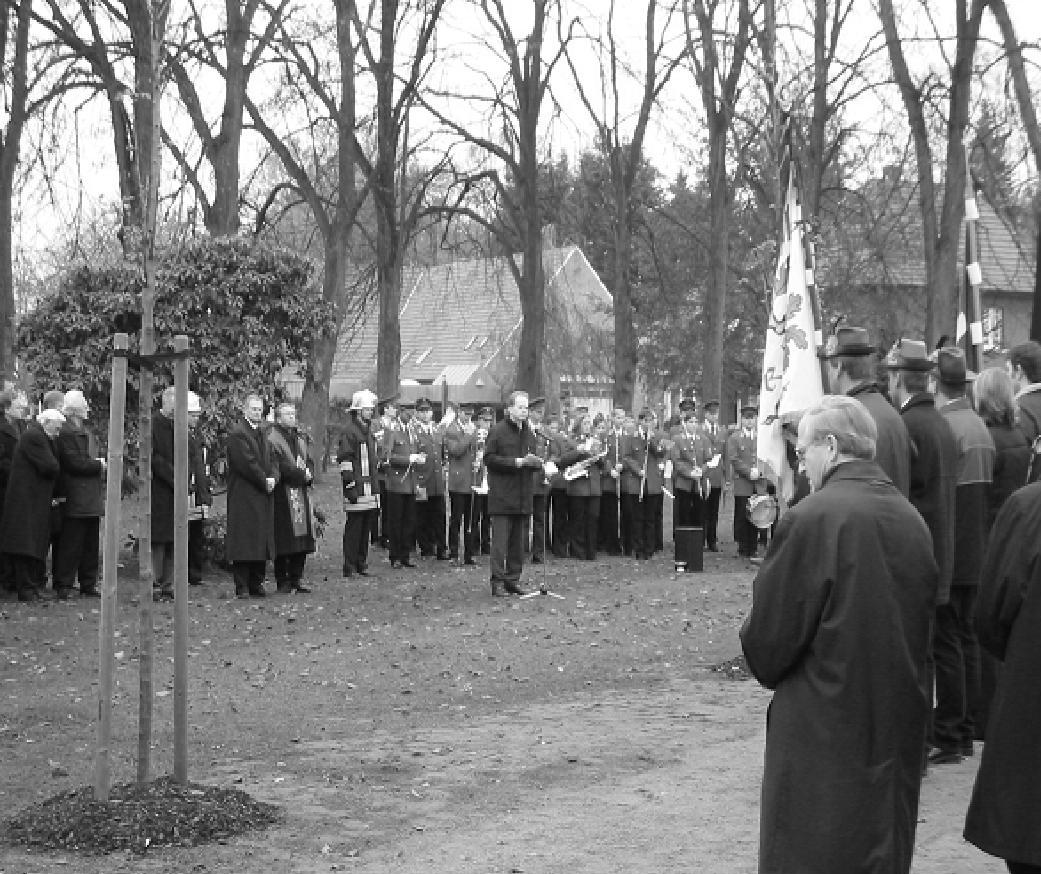
Die Einweihung am Volkstrauertag 2003

## Einzelbelege
1. ↑  Geburtsdaten aus dem Pfarrarchiv ergänzt.
2. ↑  Letzter Kriegstoter, nach dem Waffenstillstand verstorben.
3. ↑  Unteroffizier und Inhaber des Eisernen Kreuzes „Der teure Verstorbene war geboren zu Ostbevern am 9. Juni 1894. Am 14. Dezember 1914 einberufen zog er im März 1915 ins Feld, überstand er die schweren Kämpfe vor Ypern, Verdun und an der Somme und kam dann wieder nach Verdun. Im Januar 1917 führte ihn das Schicksal in die Champagne. Am 4. Mai setzte eine Granate seinem jungen Leben ein Ziel. Er ruht auf dem Soldantenfriedhof St. Clements.“ Zitat Tottenzettel in: Auf Flanderns Feldern gefallen. S 25.
4. ↑  Erster Kriegstoter nach Kriegsausbruch.
5. ↑  „fiel in der Zweite Flandernschlacht“ in: Auf Flanderns Feldern gefallen. S. 102–105.
6. ↑  Gemäß einem Schreiben seines Rentmeisters Röhrs, siehe Pfarrarchiv Ostbevern.
7. ↑  Auf Flanderns Feldern gefallen. S 135.
8. ↑  Wegkreuze und Bildstöcke im Pfarrbezirk St. Ambrosius Ostbevern, Nr. 6.
9. ↑  Auf Flanderns Feldern gefallen. S 137.
10. ↑  Wegkreuze und Bildstöcke im Pfarrbezirk St. Ambrosius Ostbevern, S. 2.
11. ↑  Westfälische Nachrichten vom 29. Oktober 1982.
12. ↑  Westfälische Nachrichten vom 1. Mai 2000.
13. ↑  Siehe Niederschrift des 14. Sitzung des Umwelt- und Planungsausschusses am 20. November 2001.
14. ↑  Westfälische Nachrichten vom 11. Januar 2003.
15. ↑  Westfälische Nachrichten vom 25. Oktober 2011.